# Cowichan Lake Indian Reserve
Cowichan Lake Indian Reserve är ett reservat i Kanada.   Det ligger i provinsen British Columbia, i den sydvästra delen av landet, 3 600 km väster om huvudstaden Ottawa. Cowichan Lake Indian Reserve ligger vid sjön Cowichan Lake.
I omgivningarna runt Cowichan Lake Indian Reserve växer i huvudsak barrskog. Trakten runt Cowichan Lake Indian Reserve är nära nog obefolkad, med mindre än två invånare per kvadratkilometer.